# San Lorenzo, Nuevo León
San Lorenzo är en ort i Mexiko.   Den ligger i kommunen Cadereyta Jiménez och delstaten Nuevo León, i den centrala delen av landet, 700 km norr om huvudstaden Mexico City. San Lorenzo ligger 371 meter över havet och antalet invånare är 120.
Terrängen runt San Lorenzo är platt åt nordost, men åt sydväst är den kuperad. Runt San Lorenzo är det ganska tätbefolkat, med 52 invånare per kvadratkilometer. Närmaste större samhälle är Santiago, 12,8 km väster om San Lorenzo. Trakten runt San Lorenzo består i huvudsak av gräsmarker.